# Diphenyldiboronsäure
Diphenyldiboronsäure ist eine chemische Verbindung aus der Gruppe der Boronsäuren. Sie wird – wie auch die Thiophen-2,5-diboronsäure – als effektiver Vernetzer für Guargel in Fracklösungen verwendet.